# سنجاقک‌سانان
سنجاقک‌سانان (نام علمی: Odonata) راسته‌ای از حشرات است که شامل ناهمسان‌بالان(Anisoptera) و همسان‌بالان (Zygoptera) می‌شود. نزدیک به ۶۴۰۰ گونه در این راسته شناسایی شده‌اند. برای این راسته نام طیاره‌مانندها در گدشته به‌کار رفته‌است. در زبان فارسی واژه سنجاقک به ساختار بدن سنجاق‌مانند و کشیده اعضای این راسته اشاره دارد. پسوند «ک» در انتهای واژه به همسانی و شباهت داشتن به سنجاق اشاره دارد. واژه سنجاقک برای ساختار سنجاق‌مانندی که برای خارج نشدن چرخ از محور نیز کاربرد دارد استفاده شده‌است.
سنجاقک‌ها گروهی از حشرات ساکن آب‌های شیرین هستند. آن‌ها از بزرگ‌ترین گروه حشراتی هستند که لاروشان آبزی بوده و زیستگاه بالغان معمولاً مناطق خشک کرانه‌های آبی است. سریعترین حشره پرنده از نظر سرعت نیز گونه‌ای سنجاقک استرالیایی است که به این راسته تعلق دارد. با توجه به نحوه زندگی در مراحل لاروی و بالغ و خصوصیت شکارگری دارای شرایط اختصاصی و اندام‌های شکارگر ویژه‌ای‌اند. شکل پاها در این گروه به صورت سبدمانند درآمده است تا راحت‌تر شکار را دربر بگیرد قطعات دهانی به صورت جونده و بسیار قوی می‌باشد.
نام علمی این راسته به معنی دندان‌داران است که به قطعات دهانی جونده نیرومند آن‌ها اشاره دارد.

## پیشینه
این راسته از حشرات یکی از قدیمی‌ترین گروه حشرات بالدار پس از یک‌روزه‌ای‌ها است ظهور این حشرات را همزمان با ابتدای پرمین می‌دانند. کشف یک فسیل از بال عقبی یک سنجاقک غول پیکر به طول 7.5in (به نظر می‌رسد گستره بال و جثه حدود ۷۰ سانتی‌متر مربوط به دوره پرمین و ۲۸۰ میلیون سال پیش و یک فسیل کامل دیگر در آلمان با گستره 20.3cm مربوط به ژوراسیک تأییدکننده این مطلب است.

## خوراک
از آنجا که به صورت عمومی شکار می‌کنند ممکن است بعضی از حشرات مفید هم در فهرست غذایی آن‌ها یافت شود.
گرچه نمی‌توان آن‌ها را آفت این گروه محسوب نمود زیرا نقش مفید پررنگ تری دارند. در دوران لاروی با تغذیه از لارو دوبالان و سایر موجوداتی که می‌توانند مضر باشند در کنترل جمعیت گروه‌های ساکن زیستگاه‌های آبی نقش مهمی دارند گرچه ممکن است ماهی‌های کوچک طعمه آن‌ها باشند اما خود آن‌ها نیز می‌توانند غذای مفیدی برای ماهی‌های بزرگتر باشند.